# Légalův mat
|   | a | b | c | d | e | f | g | h |   |
| 8 | a8 černý věž · d8 černý dáma · e8 černý král · f8 černý střelec · g8 černý jezdec · h8 černý věž · a7 černý pěšec · b7 černý pěšec · c7 černý pěšec · f7 černý pěšec · g7 černý pěšec · h7 černý pěšec · c6 černý jezdec · d6 černý pěšec · e5 černý pěšec · h5 černý střelec · c4 bílý střelec · e4 bílý pěšec · c3 bílý jezdec · f3 bílý jezdec · h3 bílý pěšec · a2 bílý pěšec · b2 bílý pěšec · c2 bílý pěšec · d2 bílý pěšec · f2 bílý pěšec · g2 bílý pěšec · a1 bílý věž · c1 bílý střelec · d1 bílý dáma · e1 bílý král · h1 bílý věž | a8 černý věž · d8 černý dáma · e8 černý král · f8 černý střelec · g8 černý jezdec · h8 černý věž · a7 černý pěšec · b7 černý pěšec · c7 černý pěšec · f7 černý pěšec · g7 černý pěšec · h7 černý pěšec · c6 černý jezdec · d6 černý pěšec · e5 černý pěšec · h5 černý střelec · c4 bílý střelec · e4 bílý pěšec · c3 bílý jezdec · f3 bílý jezdec · h3 bílý pěšec · a2 bílý pěšec · b2 bílý pěšec · c2 bílý pěšec · d2 bílý pěšec · f2 bílý pěšec · g2 bílý pěšec · a1 bílý věž · c1 bílý střelec · d1 bílý dáma · e1 bílý král · h1 bílý věž | a8 černý věž · d8 černý dáma · e8 černý král · f8 černý střelec · g8 černý jezdec · h8 černý věž · a7 černý pěšec · b7 černý pěšec · c7 černý pěšec · f7 černý pěšec · g7 černý pěšec · h7 černý pěšec · c6 černý jezdec · d6 černý pěšec · e5 černý pěšec · h5 černý střelec · c4 bílý střelec · e4 bílý pěšec · c3 bílý jezdec · f3 bílý jezdec · h3 bílý pěšec · a2 bílý pěšec · b2 bílý pěšec · c2 bílý pěšec · d2 bílý pěšec · f2 bílý pěšec · g2 bílý pěšec · a1 bílý věž · c1 bílý střelec · d1 bílý dáma · e1 bílý král · h1 bílý věž | a8 černý věž · d8 černý dáma · e8 černý král · f8 černý střelec · g8 černý jezdec · h8 černý věž · a7 černý pěšec · b7 černý pěšec · c7 černý pěšec · f7 černý pěšec · g7 černý pěšec · h7 černý pěšec · c6 černý jezdec · d6 černý pěšec · e5 černý pěšec · h5 černý střelec · c4 bílý střelec · e4 bílý pěšec · c3 bílý jezdec · f3 bílý jezdec · h3 bílý pěšec · a2 bílý pěšec · b2 bílý pěšec · c2 bílý pěšec · d2 bílý pěšec · f2 bílý pěšec · g2 bílý pěšec · a1 bílý věž · c1 bílý střelec · d1 bílý dáma · e1 bílý král · h1 bílý věž | a8 černý věž · d8 černý dáma · e8 černý král · f8 černý střelec · g8 černý jezdec · h8 černý věž · a7 černý pěšec · b7 černý pěšec · c7 černý pěšec · f7 černý pěšec · g7 černý pěšec · h7 černý pěšec · c6 černý jezdec · d6 černý pěšec · e5 černý pěšec · h5 černý střelec · c4 bílý střelec · e4 bílý pěšec · c3 bílý jezdec · f3 bílý jezdec · h3 bílý pěšec · a2 bílý pěšec · b2 bílý pěšec · c2 bílý pěšec · d2 bílý pěšec · f2 bílý pěšec · g2 bílý pěšec · a1 bílý věž · c1 bílý střelec · d1 bílý dáma · e1 bílý král · h1 bílý věž | a8 černý věž · d8 černý dáma · e8 černý král · f8 černý střelec · g8 černý jezdec · h8 černý věž · a7 černý pěšec · b7 černý pěšec · c7 černý pěšec · f7 černý pěšec · g7 černý pěšec · h7 černý pěšec · c6 černý jezdec · d6 černý pěšec · e5 černý pěšec · h5 černý střelec · c4 bílý střelec · e4 bílý pěšec · c3 bílý jezdec · f3 bílý jezdec · h3 bílý pěšec · a2 bílý pěšec · b2 bílý pěšec · c2 bílý pěšec · d2 bílý pěšec · f2 bílý pěšec · g2 bílý pěšec · a1 bílý věž · c1 bílý střelec · d1 bílý dáma · e1 bílý král · h1 bílý věž | a8 černý věž · d8 černý dáma · e8 černý král · f8 černý střelec · g8 černý jezdec · h8 černý věž · a7 černý pěšec · b7 černý pěšec · c7 černý pěšec · f7 černý pěšec · g7 černý pěšec · h7 černý pěšec · c6 černý jezdec · d6 černý pěšec · e5 černý pěšec · h5 černý střelec · c4 bílý střelec · e4 bílý pěšec · c3 bílý jezdec · f3 bílý jezdec · h3 bílý pěšec · a2 bílý pěšec · b2 bílý pěšec · c2 bílý pěšec · d2 bílý pěšec · f2 bílý pěšec · g2 bílý pěšec · a1 bílý věž · c1 bílý střelec · d1 bílý dáma · e1 bílý král · h1 bílý věž | a8 černý věž · d8 černý dáma · e8 černý král · f8 černý střelec · g8 černý jezdec · h8 černý věž · a7 černý pěšec · b7 černý pěšec · c7 černý pěšec · f7 černý pěšec · g7 černý pěšec · h7 černý pěšec · c6 černý jezdec · d6 černý pěšec · e5 černý pěšec · h5 černý střelec · c4 bílý střelec · e4 bílý pěšec · c3 bílý jezdec · f3 bílý jezdec · h3 bílý pěšec · a2 bílý pěšec · b2 bílý pěšec · c2 bílý pěšec · d2 bílý pěšec · f2 bílý pěšec · g2 bílý pěšec · a1 bílý věž · c1 bílý střelec · d1 bílý dáma · e1 bílý král · h1 bílý věž | 8 |
| 7 | a8 černý věž · d8 černý dáma · e8 černý král · f8 černý střelec · g8 černý jezdec · h8 černý věž · a7 černý pěšec · b7 černý pěšec · c7 černý pěšec · f7 černý pěšec · g7 černý pěšec · h7 černý pěšec · c6 černý jezdec · d6 černý pěšec · e5 černý pěšec · h5 černý střelec · c4 bílý střelec · e4 bílý pěšec · c3 bílý jezdec · f3 bílý jezdec · h3 bílý pěšec · a2 bílý pěšec · b2 bílý pěšec · c2 bílý pěšec · d2 bílý pěšec · f2 bílý pěšec · g2 bílý pěšec · a1 bílý věž · c1 bílý střelec · d1 bílý dáma · e1 bílý král · h1 bílý věž | a8 černý věž · d8 černý dáma · e8 černý král · f8 černý střelec · g8 černý jezdec · h8 černý věž · a7 černý pěšec · b7 černý pěšec · c7 černý pěšec · f7 černý pěšec · g7 černý pěšec · h7 černý pěšec · c6 černý jezdec · d6 černý pěšec · e5 černý pěšec · h5 černý střelec · c4 bílý střelec · e4 bílý pěšec · c3 bílý jezdec · f3 bílý jezdec · h3 bílý pěšec · a2 bílý pěšec · b2 bílý pěšec · c2 bílý pěšec · d2 bílý pěšec · f2 bílý pěšec · g2 bílý pěšec · a1 bílý věž · c1 bílý střelec · d1 bílý dáma · e1 bílý král · h1 bílý věž | a8 černý věž · d8 černý dáma · e8 černý král · f8 černý střelec · g8 černý jezdec · h8 černý věž · a7 černý pěšec · b7 černý pěšec · c7 černý pěšec · f7 černý pěšec · g7 černý pěšec · h7 černý pěšec · c6 černý jezdec · d6 černý pěšec · e5 černý pěšec · h5 černý střelec · c4 bílý střelec · e4 bílý pěšec · c3 bílý jezdec · f3 bílý jezdec · h3 bílý pěšec · a2 bílý pěšec · b2 bílý pěšec · c2 bílý pěšec · d2 bílý pěšec · f2 bílý pěšec · g2 bílý pěšec · a1 bílý věž · c1 bílý střelec · d1 bílý dáma · e1 bílý král · h1 bílý věž | a8 černý věž · d8 černý dáma · e8 černý král · f8 černý střelec · g8 černý jezdec · h8 černý věž · a7 černý pěšec · b7 černý pěšec · c7 černý pěšec · f7 černý pěšec · g7 černý pěšec · h7 černý pěšec · c6 černý jezdec · d6 černý pěšec · e5 černý pěšec · h5 černý střelec · c4 bílý střelec · e4 bílý pěšec · c3 bílý jezdec · f3 bílý jezdec · h3 bílý pěšec · a2 bílý pěšec · b2 bílý pěšec · c2 bílý pěšec · d2 bílý pěšec · f2 bílý pěšec · g2 bílý pěšec · a1 bílý věž · c1 bílý střelec · d1 bílý dáma · e1 bílý král · h1 bílý věž | a8 černý věž · d8 černý dáma · e8 černý král · f8 černý střelec · g8 černý jezdec · h8 černý věž · a7 černý pěšec · b7 černý pěšec · c7 černý pěšec · f7 černý pěšec · g7 černý pěšec · h7 černý pěšec · c6 černý jezdec · d6 černý pěšec · e5 černý pěšec · h5 černý střelec · c4 bílý střelec · e4 bílý pěšec · c3 bílý jezdec · f3 bílý jezdec · h3 bílý pěšec · a2 bílý pěšec · b2 bílý pěšec · c2 bílý pěšec · d2 bílý pěšec · f2 bílý pěšec · g2 bílý pěšec · a1 bílý věž · c1 bílý střelec · d1 bílý dáma · e1 bílý král · h1 bílý věž | a8 černý věž · d8 černý dáma · e8 černý král · f8 černý střelec · g8 černý jezdec · h8 černý věž · a7 černý pěšec · b7 černý pěšec · c7 černý pěšec · f7 černý pěšec · g7 černý pěšec · h7 černý pěšec · c6 černý jezdec · d6 černý pěšec · e5 černý pěšec · h5 černý střelec · c4 bílý střelec · e4 bílý pěšec · c3 bílý jezdec · f3 bílý jezdec · h3 bílý pěšec · a2 bílý pěšec · b2 bílý pěšec · c2 bílý pěšec · d2 bílý pěšec · f2 bílý pěšec · g2 bílý pěšec · a1 bílý věž · c1 bílý střelec · d1 bílý dáma · e1 bílý král · h1 bílý věž | a8 černý věž · d8 černý dáma · e8 černý král · f8 černý střelec · g8 černý jezdec · h8 černý věž · a7 černý pěšec · b7 černý pěšec · c7 černý pěšec · f7 černý pěšec · g7 černý pěšec · h7 černý pěšec · c6 černý jezdec · d6 černý pěšec · e5 černý pěšec · h5 černý střelec · c4 bílý střelec · e4 bílý pěšec · c3 bílý jezdec · f3 bílý jezdec · h3 bílý pěšec · a2 bílý pěšec · b2 bílý pěšec · c2 bílý pěšec · d2 bílý pěšec · f2 bílý pěšec · g2 bílý pěšec · a1 bílý věž · c1 bílý střelec · d1 bílý dáma · e1 bílý král · h1 bílý věž | a8 černý věž · d8 černý dáma · e8 černý král · f8 černý střelec · g8 černý jezdec · h8 černý věž · a7 černý pěšec · b7 černý pěšec · c7 černý pěšec · f7 černý pěšec · g7 černý pěšec · h7 černý pěšec · c6 černý jezdec · d6 černý pěšec · e5 černý pěšec · h5 černý střelec · c4 bílý střelec · e4 bílý pěšec · c3 bílý jezdec · f3 bílý jezdec · h3 bílý pěšec · a2 bílý pěšec · b2 bílý pěšec · c2 bílý pěšec · d2 bílý pěšec · f2 bílý pěšec · g2 bílý pěšec · a1 bílý věž · c1 bílý střelec · d1 bílý dáma · e1 bílý král · h1 bílý věž | 7 |
| 6 | a8 černý věž · d8 černý dáma · e8 černý král · f8 černý střelec · g8 černý jezdec · h8 černý věž · a7 černý pěšec · b7 černý pěšec · c7 černý pěšec · f7 černý pěšec · g7 černý pěšec · h7 černý pěšec · c6 černý jezdec · d6 černý pěšec · e5 černý pěšec · h5 černý střelec · c4 bílý střelec · e4 bílý pěšec · c3 bílý jezdec · f3 bílý jezdec · h3 bílý pěšec · a2 bílý pěšec · b2 bílý pěšec · c2 bílý pěšec · d2 bílý pěšec · f2 bílý pěšec · g2 bílý pěšec · a1 bílý věž · c1 bílý střelec · d1 bílý dáma · e1 bílý král · h1 bílý věž | a8 černý věž · d8 černý dáma · e8 černý král · f8 černý střelec · g8 černý jezdec · h8 černý věž · a7 černý pěšec · b7 černý pěšec · c7 černý pěšec · f7 černý pěšec · g7 černý pěšec · h7 černý pěšec · c6 černý jezdec · d6 černý pěšec · e5 černý pěšec · h5 černý střelec · c4 bílý střelec · e4 bílý pěšec · c3 bílý jezdec · f3 bílý jezdec · h3 bílý pěšec · a2 bílý pěšec · b2 bílý pěšec · c2 bílý pěšec · d2 bílý pěšec · f2 bílý pěšec · g2 bílý pěšec · a1 bílý věž · c1 bílý střelec · d1 bílý dáma · e1 bílý král · h1 bílý věž | a8 černý věž · d8 černý dáma · e8 černý král · f8 černý střelec · g8 černý jezdec · h8 černý věž · a7 černý pěšec · b7 černý pěšec · c7 černý pěšec · f7 černý pěšec · g7 černý pěšec · h7 černý pěšec · c6 černý jezdec · d6 černý pěšec · e5 černý pěšec · h5 černý střelec · c4 bílý střelec · e4 bílý pěšec · c3 bílý jezdec · f3 bílý jezdec · h3 bílý pěšec · a2 bílý pěšec · b2 bílý pěšec · c2 bílý pěšec · d2 bílý pěšec · f2 bílý pěšec · g2 bílý pěšec · a1 bílý věž · c1 bílý střelec · d1 bílý dáma · e1 bílý král · h1 bílý věž | a8 černý věž · d8 černý dáma · e8 černý král · f8 černý střelec · g8 černý jezdec · h8 černý věž · a7 černý pěšec · b7 černý pěšec · c7 černý pěšec · f7 černý pěšec · g7 černý pěšec · h7 černý pěšec · c6 černý jezdec · d6 černý pěšec · e5 černý pěšec · h5 černý střelec · c4 bílý střelec · e4 bílý pěšec · c3 bílý jezdec · f3 bílý jezdec · h3 bílý pěšec · a2 bílý pěšec · b2 bílý pěšec · c2 bílý pěšec · d2 bílý pěšec · f2 bílý pěšec · g2 bílý pěšec · a1 bílý věž · c1 bílý střelec · d1 bílý dáma · e1 bílý král · h1 bílý věž | a8 černý věž · d8 černý dáma · e8 černý král · f8 černý střelec · g8 černý jezdec · h8 černý věž · a7 černý pěšec · b7 černý pěšec · c7 černý pěšec · f7 černý pěšec · g7 černý pěšec · h7 černý pěšec · c6 černý jezdec · d6 černý pěšec · e5 černý pěšec · h5 černý střelec · c4 bílý střelec · e4 bílý pěšec · c3 bílý jezdec · f3 bílý jezdec · h3 bílý pěšec · a2 bílý pěšec · b2 bílý pěšec · c2 bílý pěšec · d2 bílý pěšec · f2 bílý pěšec · g2 bílý pěšec · a1 bílý věž · c1 bílý střelec · d1 bílý dáma · e1 bílý král · h1 bílý věž | a8 černý věž · d8 černý dáma · e8 černý král · f8 černý střelec · g8 černý jezdec · h8 černý věž · a7 černý pěšec · b7 černý pěšec · c7 černý pěšec · f7 černý pěšec · g7 černý pěšec · h7 černý pěšec · c6 černý jezdec · d6 černý pěšec · e5 černý pěšec · h5 černý střelec · c4 bílý střelec · e4 bílý pěšec · c3 bílý jezdec · f3 bílý jezdec · h3 bílý pěšec · a2 bílý pěšec · b2 bílý pěšec · c2 bílý pěšec · d2 bílý pěšec · f2 bílý pěšec · g2 bílý pěšec · a1 bílý věž · c1 bílý střelec · d1 bílý dáma · e1 bílý král · h1 bílý věž | a8 černý věž · d8 černý dáma · e8 černý král · f8 černý střelec · g8 černý jezdec · h8 černý věž · a7 černý pěšec · b7 černý pěšec · c7 černý pěšec · f7 černý pěšec · g7 černý pěšec · h7 černý pěšec · c6 černý jezdec · d6 černý pěšec · e5 černý pěšec · h5 černý střelec · c4 bílý střelec · e4 bílý pěšec · c3 bílý jezdec · f3 bílý jezdec · h3 bílý pěšec · a2 bílý pěšec · b2 bílý pěšec · c2 bílý pěšec · d2 bílý pěšec · f2 bílý pěšec · g2 bílý pěšec · a1 bílý věž · c1 bílý střelec · d1 bílý dáma · e1 bílý král · h1 bílý věž | a8 černý věž · d8 černý dáma · e8 černý král · f8 černý střelec · g8 černý jezdec · h8 černý věž · a7 černý pěšec · b7 černý pěšec · c7 černý pěšec · f7 černý pěšec · g7 černý pěšec · h7 černý pěšec · c6 černý jezdec · d6 černý pěšec · e5 černý pěšec · h5 černý střelec · c4 bílý střelec · e4 bílý pěšec · c3 bílý jezdec · f3 bílý jezdec · h3 bílý pěšec · a2 bílý pěšec · b2 bílý pěšec · c2 bílý pěšec · d2 bílý pěšec · f2 bílý pěšec · g2 bílý pěšec · a1 bílý věž · c1 bílý střelec · d1 bílý dáma · e1 bílý král · h1 bílý věž | 6 |
| 5 | a8 černý věž · d8 černý dáma · e8 černý král · f8 černý střelec · g8 černý jezdec · h8 černý věž · a7 černý pěšec · b7 černý pěšec · c7 černý pěšec · f7 černý pěšec · g7 černý pěšec · h7 černý pěšec · c6 černý jezdec · d6 černý pěšec · e5 černý pěšec · h5 černý střelec · c4 bílý střelec · e4 bílý pěšec · c3 bílý jezdec · f3 bílý jezdec · h3 bílý pěšec · a2 bílý pěšec · b2 bílý pěšec · c2 bílý pěšec · d2 bílý pěšec · f2 bílý pěšec · g2 bílý pěšec · a1 bílý věž · c1 bílý střelec · d1 bílý dáma · e1 bílý král · h1 bílý věž | a8 černý věž · d8 černý dáma · e8 černý král · f8 černý střelec · g8 černý jezdec · h8 černý věž · a7 černý pěšec · b7 černý pěšec · c7 černý pěšec · f7 černý pěšec · g7 černý pěšec · h7 černý pěšec · c6 černý jezdec · d6 černý pěšec · e5 černý pěšec · h5 černý střelec · c4 bílý střelec · e4 bílý pěšec · c3 bílý jezdec · f3 bílý jezdec · h3 bílý pěšec · a2 bílý pěšec · b2 bílý pěšec · c2 bílý pěšec · d2 bílý pěšec · f2 bílý pěšec · g2 bílý pěšec · a1 bílý věž · c1 bílý střelec · d1 bílý dáma · e1 bílý král · h1 bílý věž | a8 černý věž · d8 černý dáma · e8 černý král · f8 černý střelec · g8 černý jezdec · h8 černý věž · a7 černý pěšec · b7 černý pěšec · c7 černý pěšec · f7 černý pěšec · g7 černý pěšec · h7 černý pěšec · c6 černý jezdec · d6 černý pěšec · e5 černý pěšec · h5 černý střelec · c4 bílý střelec · e4 bílý pěšec · c3 bílý jezdec · f3 bílý jezdec · h3 bílý pěšec · a2 bílý pěšec · b2 bílý pěšec · c2 bílý pěšec · d2 bílý pěšec · f2 bílý pěšec · g2 bílý pěšec · a1 bílý věž · c1 bílý střelec · d1 bílý dáma · e1 bílý král · h1 bílý věž | a8 černý věž · d8 černý dáma · e8 černý král · f8 černý střelec · g8 černý jezdec · h8 černý věž · a7 černý pěšec · b7 černý pěšec · c7 černý pěšec · f7 černý pěšec · g7 černý pěšec · h7 černý pěšec · c6 černý jezdec · d6 černý pěšec · e5 černý pěšec · h5 černý střelec · c4 bílý střelec · e4 bílý pěšec · c3 bílý jezdec · f3 bílý jezdec · h3 bílý pěšec · a2 bílý pěšec · b2 bílý pěšec · c2 bílý pěšec · d2 bílý pěšec · f2 bílý pěšec · g2 bílý pěšec · a1 bílý věž · c1 bílý střelec · d1 bílý dáma · e1 bílý král · h1 bílý věž | a8 černý věž · d8 černý dáma · e8 černý král · f8 černý střelec · g8 černý jezdec · h8 černý věž · a7 černý pěšec · b7 černý pěšec · c7 černý pěšec · f7 černý pěšec · g7 černý pěšec · h7 černý pěšec · c6 černý jezdec · d6 černý pěšec · e5 černý pěšec · h5 černý střelec · c4 bílý střelec · e4 bílý pěšec · c3 bílý jezdec · f3 bílý jezdec · h3 bílý pěšec · a2 bílý pěšec · b2 bílý pěšec · c2 bílý pěšec · d2 bílý pěšec · f2 bílý pěšec · g2 bílý pěšec · a1 bílý věž · c1 bílý střelec · d1 bílý dáma · e1 bílý král · h1 bílý věž | a8 černý věž · d8 černý dáma · e8 černý král · f8 černý střelec · g8 černý jezdec · h8 černý věž · a7 černý pěšec · b7 černý pěšec · c7 černý pěšec · f7 černý pěšec · g7 černý pěšec · h7 černý pěšec · c6 černý jezdec · d6 černý pěšec · e5 černý pěšec · h5 černý střelec · c4 bílý střelec · e4 bílý pěšec · c3 bílý jezdec · f3 bílý jezdec · h3 bílý pěšec · a2 bílý pěšec · b2 bílý pěšec · c2 bílý pěšec · d2 bílý pěšec · f2 bílý pěšec · g2 bílý pěšec · a1 bílý věž · c1 bílý střelec · d1 bílý dáma · e1 bílý král · h1 bílý věž | a8 černý věž · d8 černý dáma · e8 černý král · f8 černý střelec · g8 černý jezdec · h8 černý věž · a7 černý pěšec · b7 černý pěšec · c7 černý pěšec · f7 černý pěšec · g7 černý pěšec · h7 černý pěšec · c6 černý jezdec · d6 černý pěšec · e5 černý pěšec · h5 černý střelec · c4 bílý střelec · e4 bílý pěšec · c3 bílý jezdec · f3 bílý jezdec · h3 bílý pěšec · a2 bílý pěšec · b2 bílý pěšec · c2 bílý pěšec · d2 bílý pěšec · f2 bílý pěšec · g2 bílý pěšec · a1 bílý věž · c1 bílý střelec · d1 bílý dáma · e1 bílý král · h1 bílý věž | a8 černý věž · d8 černý dáma · e8 černý král · f8 černý střelec · g8 černý jezdec · h8 černý věž · a7 černý pěšec · b7 černý pěšec · c7 černý pěšec · f7 černý pěšec · g7 černý pěšec · h7 černý pěšec · c6 černý jezdec · d6 černý pěšec · e5 černý pěšec · h5 černý střelec · c4 bílý střelec · e4 bílý pěšec · c3 bílý jezdec · f3 bílý jezdec · h3 bílý pěšec · a2 bílý pěšec · b2 bílý pěšec · c2 bílý pěšec · d2 bílý pěšec · f2 bílý pěšec · g2 bílý pěšec · a1 bílý věž · c1 bílý střelec · d1 bílý dáma · e1 bílý král · h1 bílý věž | 5 |
| 4 | a8 černý věž · d8 černý dáma · e8 černý král · f8 černý střelec · g8 černý jezdec · h8 černý věž · a7 černý pěšec · b7 černý pěšec · c7 černý pěšec · f7 černý pěšec · g7 černý pěšec · h7 černý pěšec · c6 černý jezdec · d6 černý pěšec · e5 černý pěšec · h5 černý střelec · c4 bílý střelec · e4 bílý pěšec · c3 bílý jezdec · f3 bílý jezdec · h3 bílý pěšec · a2 bílý pěšec · b2 bílý pěšec · c2 bílý pěšec · d2 bílý pěšec · f2 bílý pěšec · g2 bílý pěšec · a1 bílý věž · c1 bílý střelec · d1 bílý dáma · e1 bílý král · h1 bílý věž | a8 černý věž · d8 černý dáma · e8 černý král · f8 černý střelec · g8 černý jezdec · h8 černý věž · a7 černý pěšec · b7 černý pěšec · c7 černý pěšec · f7 černý pěšec · g7 černý pěšec · h7 černý pěšec · c6 černý jezdec · d6 černý pěšec · e5 černý pěšec · h5 černý střelec · c4 bílý střelec · e4 bílý pěšec · c3 bílý jezdec · f3 bílý jezdec · h3 bílý pěšec · a2 bílý pěšec · b2 bílý pěšec · c2 bílý pěšec · d2 bílý pěšec · f2 bílý pěšec · g2 bílý pěšec · a1 bílý věž · c1 bílý střelec · d1 bílý dáma · e1 bílý král · h1 bílý věž | a8 černý věž · d8 černý dáma · e8 černý král · f8 černý střelec · g8 černý jezdec · h8 černý věž · a7 černý pěšec · b7 černý pěšec · c7 černý pěšec · f7 černý pěšec · g7 černý pěšec · h7 černý pěšec · c6 černý jezdec · d6 černý pěšec · e5 černý pěšec · h5 černý střelec · c4 bílý střelec · e4 bílý pěšec · c3 bílý jezdec · f3 bílý jezdec · h3 bílý pěšec · a2 bílý pěšec · b2 bílý pěšec · c2 bílý pěšec · d2 bílý pěšec · f2 bílý pěšec · g2 bílý pěšec · a1 bílý věž · c1 bílý střelec · d1 bílý dáma · e1 bílý král · h1 bílý věž | a8 černý věž · d8 černý dáma · e8 černý král · f8 černý střelec · g8 černý jezdec · h8 černý věž · a7 černý pěšec · b7 černý pěšec · c7 černý pěšec · f7 černý pěšec · g7 černý pěšec · h7 černý pěšec · c6 černý jezdec · d6 černý pěšec · e5 černý pěšec · h5 černý střelec · c4 bílý střelec · e4 bílý pěšec · c3 bílý jezdec · f3 bílý jezdec · h3 bílý pěšec · a2 bílý pěšec · b2 bílý pěšec · c2 bílý pěšec · d2 bílý pěšec · f2 bílý pěšec · g2 bílý pěšec · a1 bílý věž · c1 bílý střelec · d1 bílý dáma · e1 bílý král · h1 bílý věž | a8 černý věž · d8 černý dáma · e8 černý král · f8 černý střelec · g8 černý jezdec · h8 černý věž · a7 černý pěšec · b7 černý pěšec · c7 černý pěšec · f7 černý pěšec · g7 černý pěšec · h7 černý pěšec · c6 černý jezdec · d6 černý pěšec · e5 černý pěšec · h5 černý střelec · c4 bílý střelec · e4 bílý pěšec · c3 bílý jezdec · f3 bílý jezdec · h3 bílý pěšec · a2 bílý pěšec · b2 bílý pěšec · c2 bílý pěšec · d2 bílý pěšec · f2 bílý pěšec · g2 bílý pěšec · a1 bílý věž · c1 bílý střelec · d1 bílý dáma · e1 bílý král · h1 bílý věž | a8 černý věž · d8 černý dáma · e8 černý král · f8 černý střelec · g8 černý jezdec · h8 černý věž · a7 černý pěšec · b7 černý pěšec · c7 černý pěšec · f7 černý pěšec · g7 černý pěšec · h7 černý pěšec · c6 černý jezdec · d6 černý pěšec · e5 černý pěšec · h5 černý střelec · c4 bílý střelec · e4 bílý pěšec · c3 bílý jezdec · f3 bílý jezdec · h3 bílý pěšec · a2 bílý pěšec · b2 bílý pěšec · c2 bílý pěšec · d2 bílý pěšec · f2 bílý pěšec · g2 bílý pěšec · a1 bílý věž · c1 bílý střelec · d1 bílý dáma · e1 bílý král · h1 bílý věž | a8 černý věž · d8 černý dáma · e8 černý král · f8 černý střelec · g8 černý jezdec · h8 černý věž · a7 černý pěšec · b7 černý pěšec · c7 černý pěšec · f7 černý pěšec · g7 černý pěšec · h7 černý pěšec · c6 černý jezdec · d6 černý pěšec · e5 černý pěšec · h5 černý střelec · c4 bílý střelec · e4 bílý pěšec · c3 bílý jezdec · f3 bílý jezdec · h3 bílý pěšec · a2 bílý pěšec · b2 bílý pěšec · c2 bílý pěšec · d2 bílý pěšec · f2 bílý pěšec · g2 bílý pěšec · a1 bílý věž · c1 bílý střelec · d1 bílý dáma · e1 bílý král · h1 bílý věž | a8 černý věž · d8 černý dáma · e8 černý král · f8 černý střelec · g8 černý jezdec · h8 černý věž · a7 černý pěšec · b7 černý pěšec · c7 černý pěšec · f7 černý pěšec · g7 černý pěšec · h7 černý pěšec · c6 černý jezdec · d6 černý pěšec · e5 černý pěšec · h5 černý střelec · c4 bílý střelec · e4 bílý pěšec · c3 bílý jezdec · f3 bílý jezdec · h3 bílý pěšec · a2 bílý pěšec · b2 bílý pěšec · c2 bílý pěšec · d2 bílý pěšec · f2 bílý pěšec · g2 bílý pěšec · a1 bílý věž · c1 bílý střelec · d1 bílý dáma · e1 bílý král · h1 bílý věž | 4 |
| 3 | a8 černý věž · d8 černý dáma · e8 černý král · f8 černý střelec · g8 černý jezdec · h8 černý věž · a7 černý pěšec · b7 černý pěšec · c7 černý pěšec · f7 černý pěšec · g7 černý pěšec · h7 černý pěšec · c6 černý jezdec · d6 černý pěšec · e5 černý pěšec · h5 černý střelec · c4 bílý střelec · e4 bílý pěšec · c3 bílý jezdec · f3 bílý jezdec · h3 bílý pěšec · a2 bílý pěšec · b2 bílý pěšec · c2 bílý pěšec · d2 bílý pěšec · f2 bílý pěšec · g2 bílý pěšec · a1 bílý věž · c1 bílý střelec · d1 bílý dáma · e1 bílý král · h1 bílý věž | a8 černý věž · d8 černý dáma · e8 černý král · f8 černý střelec · g8 černý jezdec · h8 černý věž · a7 černý pěšec · b7 černý pěšec · c7 černý pěšec · f7 černý pěšec · g7 černý pěšec · h7 černý pěšec · c6 černý jezdec · d6 černý pěšec · e5 černý pěšec · h5 černý střelec · c4 bílý střelec · e4 bílý pěšec · c3 bílý jezdec · f3 bílý jezdec · h3 bílý pěšec · a2 bílý pěšec · b2 bílý pěšec · c2 bílý pěšec · d2 bílý pěšec · f2 bílý pěšec · g2 bílý pěšec · a1 bílý věž · c1 bílý střelec · d1 bílý dáma · e1 bílý král · h1 bílý věž | a8 černý věž · d8 černý dáma · e8 černý král · f8 černý střelec · g8 černý jezdec · h8 černý věž · a7 černý pěšec · b7 černý pěšec · c7 černý pěšec · f7 černý pěšec · g7 černý pěšec · h7 černý pěšec · c6 černý jezdec · d6 černý pěšec · e5 černý pěšec · h5 černý střelec · c4 bílý střelec · e4 bílý pěšec · c3 bílý jezdec · f3 bílý jezdec · h3 bílý pěšec · a2 bílý pěšec · b2 bílý pěšec · c2 bílý pěšec · d2 bílý pěšec · f2 bílý pěšec · g2 bílý pěšec · a1 bílý věž · c1 bílý střelec · d1 bílý dáma · e1 bílý král · h1 bílý věž | a8 černý věž · d8 černý dáma · e8 černý král · f8 černý střelec · g8 černý jezdec · h8 černý věž · a7 černý pěšec · b7 černý pěšec · c7 černý pěšec · f7 černý pěšec · g7 černý pěšec · h7 černý pěšec · c6 černý jezdec · d6 černý pěšec · e5 černý pěšec · h5 černý střelec · c4 bílý střelec · e4 bílý pěšec · c3 bílý jezdec · f3 bílý jezdec · h3 bílý pěšec · a2 bílý pěšec · b2 bílý pěšec · c2 bílý pěšec · d2 bílý pěšec · f2 bílý pěšec · g2 bílý pěšec · a1 bílý věž · c1 bílý střelec · d1 bílý dáma · e1 bílý král · h1 bílý věž | a8 černý věž · d8 černý dáma · e8 černý král · f8 černý střelec · g8 černý jezdec · h8 černý věž · a7 černý pěšec · b7 černý pěšec · c7 černý pěšec · f7 černý pěšec · g7 černý pěšec · h7 černý pěšec · c6 černý jezdec · d6 černý pěšec · e5 černý pěšec · h5 černý střelec · c4 bílý střelec · e4 bílý pěšec · c3 bílý jezdec · f3 bílý jezdec · h3 bílý pěšec · a2 bílý pěšec · b2 bílý pěšec · c2 bílý pěšec · d2 bílý pěšec · f2 bílý pěšec · g2 bílý pěšec · a1 bílý věž · c1 bílý střelec · d1 bílý dáma · e1 bílý král · h1 bílý věž | a8 černý věž · d8 černý dáma · e8 černý král · f8 černý střelec · g8 černý jezdec · h8 černý věž · a7 černý pěšec · b7 černý pěšec · c7 černý pěšec · f7 černý pěšec · g7 černý pěšec · h7 černý pěšec · c6 černý jezdec · d6 černý pěšec · e5 černý pěšec · h5 černý střelec · c4 bílý střelec · e4 bílý pěšec · c3 bílý jezdec · f3 bílý jezdec · h3 bílý pěšec · a2 bílý pěšec · b2 bílý pěšec · c2 bílý pěšec · d2 bílý pěšec · f2 bílý pěšec · g2 bílý pěšec · a1 bílý věž · c1 bílý střelec · d1 bílý dáma · e1 bílý král · h1 bílý věž | a8 černý věž · d8 černý dáma · e8 černý král · f8 černý střelec · g8 černý jezdec · h8 černý věž · a7 černý pěšec · b7 černý pěšec · c7 černý pěšec · f7 černý pěšec · g7 černý pěšec · h7 černý pěšec · c6 černý jezdec · d6 černý pěšec · e5 černý pěšec · h5 černý střelec · c4 bílý střelec · e4 bílý pěšec · c3 bílý jezdec · f3 bílý jezdec · h3 bílý pěšec · a2 bílý pěšec · b2 bílý pěšec · c2 bílý pěšec · d2 bílý pěšec · f2 bílý pěšec · g2 bílý pěšec · a1 bílý věž · c1 bílý střelec · d1 bílý dáma · e1 bílý král · h1 bílý věž | a8 černý věž · d8 černý dáma · e8 černý král · f8 černý střelec · g8 černý jezdec · h8 černý věž · a7 černý pěšec · b7 černý pěšec · c7 černý pěšec · f7 černý pěšec · g7 černý pěšec · h7 černý pěšec · c6 černý jezdec · d6 černý pěšec · e5 černý pěšec · h5 černý střelec · c4 bílý střelec · e4 bílý pěšec · c3 bílý jezdec · f3 bílý jezdec · h3 bílý pěšec · a2 bílý pěšec · b2 bílý pěšec · c2 bílý pěšec · d2 bílý pěšec · f2 bílý pěšec · g2 bílý pěšec · a1 bílý věž · c1 bílý střelec · d1 bílý dáma · e1 bílý král · h1 bílý věž | 3 |
| 2 | a8 černý věž · d8 černý dáma · e8 černý král · f8 černý střelec · g8 černý jezdec · h8 černý věž · a7 černý pěšec · b7 černý pěšec · c7 černý pěšec · f7 černý pěšec · g7 černý pěšec · h7 černý pěšec · c6 černý jezdec · d6 černý pěšec · e5 černý pěšec · h5 černý střelec · c4 bílý střelec · e4 bílý pěšec · c3 bílý jezdec · f3 bílý jezdec · h3 bílý pěšec · a2 bílý pěšec · b2 bílý pěšec · c2 bílý pěšec · d2 bílý pěšec · f2 bílý pěšec · g2 bílý pěšec · a1 bílý věž · c1 bílý střelec · d1 bílý dáma · e1 bílý král · h1 bílý věž | a8 černý věž · d8 černý dáma · e8 černý král · f8 černý střelec · g8 černý jezdec · h8 černý věž · a7 černý pěšec · b7 černý pěšec · c7 černý pěšec · f7 černý pěšec · g7 černý pěšec · h7 černý pěšec · c6 černý jezdec · d6 černý pěšec · e5 černý pěšec · h5 černý střelec · c4 bílý střelec · e4 bílý pěšec · c3 bílý jezdec · f3 bílý jezdec · h3 bílý pěšec · a2 bílý pěšec · b2 bílý pěšec · c2 bílý pěšec · d2 bílý pěšec · f2 bílý pěšec · g2 bílý pěšec · a1 bílý věž · c1 bílý střelec · d1 bílý dáma · e1 bílý král · h1 bílý věž | a8 černý věž · d8 černý dáma · e8 černý král · f8 černý střelec · g8 černý jezdec · h8 černý věž · a7 černý pěšec · b7 černý pěšec · c7 černý pěšec · f7 černý pěšec · g7 černý pěšec · h7 černý pěšec · c6 černý jezdec · d6 černý pěšec · e5 černý pěšec · h5 černý střelec · c4 bílý střelec · e4 bílý pěšec · c3 bílý jezdec · f3 bílý jezdec · h3 bílý pěšec · a2 bílý pěšec · b2 bílý pěšec · c2 bílý pěšec · d2 bílý pěšec · f2 bílý pěšec · g2 bílý pěšec · a1 bílý věž · c1 bílý střelec · d1 bílý dáma · e1 bílý král · h1 bílý věž | a8 černý věž · d8 černý dáma · e8 černý král · f8 černý střelec · g8 černý jezdec · h8 černý věž · a7 černý pěšec · b7 černý pěšec · c7 černý pěšec · f7 černý pěšec · g7 černý pěšec · h7 černý pěšec · c6 černý jezdec · d6 černý pěšec · e5 černý pěšec · h5 černý střelec · c4 bílý střelec · e4 bílý pěšec · c3 bílý jezdec · f3 bílý jezdec · h3 bílý pěšec · a2 bílý pěšec · b2 bílý pěšec · c2 bílý pěšec · d2 bílý pěšec · f2 bílý pěšec · g2 bílý pěšec · a1 bílý věž · c1 bílý střelec · d1 bílý dáma · e1 bílý král · h1 bílý věž | a8 černý věž · d8 černý dáma · e8 černý král · f8 černý střelec · g8 černý jezdec · h8 černý věž · a7 černý pěšec · b7 černý pěšec · c7 černý pěšec · f7 černý pěšec · g7 černý pěšec · h7 černý pěšec · c6 černý jezdec · d6 černý pěšec · e5 černý pěšec · h5 černý střelec · c4 bílý střelec · e4 bílý pěšec · c3 bílý jezdec · f3 bílý jezdec · h3 bílý pěšec · a2 bílý pěšec · b2 bílý pěšec · c2 bílý pěšec · d2 bílý pěšec · f2 bílý pěšec · g2 bílý pěšec · a1 bílý věž · c1 bílý střelec · d1 bílý dáma · e1 bílý král · h1 bílý věž | a8 černý věž · d8 černý dáma · e8 černý král · f8 černý střelec · g8 černý jezdec · h8 černý věž · a7 černý pěšec · b7 černý pěšec · c7 černý pěšec · f7 černý pěšec · g7 černý pěšec · h7 černý pěšec · c6 černý jezdec · d6 černý pěšec · e5 černý pěšec · h5 černý střelec · c4 bílý střelec · e4 bílý pěšec · c3 bílý jezdec · f3 bílý jezdec · h3 bílý pěšec · a2 bílý pěšec · b2 bílý pěšec · c2 bílý pěšec · d2 bílý pěšec · f2 bílý pěšec · g2 bílý pěšec · a1 bílý věž · c1 bílý střelec · d1 bílý dáma · e1 bílý král · h1 bílý věž | a8 černý věž · d8 černý dáma · e8 černý král · f8 černý střelec · g8 černý jezdec · h8 černý věž · a7 černý pěšec · b7 černý pěšec · c7 černý pěšec · f7 černý pěšec · g7 černý pěšec · h7 černý pěšec · c6 černý jezdec · d6 černý pěšec · e5 černý pěšec · h5 černý střelec · c4 bílý střelec · e4 bílý pěšec · c3 bílý jezdec · f3 bílý jezdec · h3 bílý pěšec · a2 bílý pěšec · b2 bílý pěšec · c2 bílý pěšec · d2 bílý pěšec · f2 bílý pěšec · g2 bílý pěšec · a1 bílý věž · c1 bílý střelec · d1 bílý dáma · e1 bílý král · h1 bílý věž | a8 černý věž · d8 černý dáma · e8 černý král · f8 černý střelec · g8 černý jezdec · h8 černý věž · a7 černý pěšec · b7 černý pěšec · c7 černý pěšec · f7 černý pěšec · g7 černý pěšec · h7 černý pěšec · c6 černý jezdec · d6 černý pěšec · e5 černý pěšec · h5 černý střelec · c4 bílý střelec · e4 bílý pěšec · c3 bílý jezdec · f3 bílý jezdec · h3 bílý pěšec · a2 bílý pěšec · b2 bílý pěšec · c2 bílý pěšec · d2 bílý pěšec · f2 bílý pěšec · g2 bílý pěšec · a1 bílý věž · c1 bílý střelec · d1 bílý dáma · e1 bílý král · h1 bílý věž | 2 |
| 1 | a8 černý věž · d8 černý dáma · e8 černý král · f8 černý střelec · g8 černý jezdec · h8 černý věž · a7 černý pěšec · b7 černý pěšec · c7 černý pěšec · f7 černý pěšec · g7 černý pěšec · h7 černý pěšec · c6 černý jezdec · d6 černý pěšec · e5 černý pěšec · h5 černý střelec · c4 bílý střelec · e4 bílý pěšec · c3 bílý jezdec · f3 bílý jezdec · h3 bílý pěšec · a2 bílý pěšec · b2 bílý pěšec · c2 bílý pěšec · d2 bílý pěšec · f2 bílý pěšec · g2 bílý pěšec · a1 bílý věž · c1 bílý střelec · d1 bílý dáma · e1 bílý král · h1 bílý věž | a8 černý věž · d8 černý dáma · e8 černý král · f8 černý střelec · g8 černý jezdec · h8 černý věž · a7 černý pěšec · b7 černý pěšec · c7 černý pěšec · f7 černý pěšec · g7 černý pěšec · h7 černý pěšec · c6 černý jezdec · d6 černý pěšec · e5 černý pěšec · h5 černý střelec · c4 bílý střelec · e4 bílý pěšec · c3 bílý jezdec · f3 bílý jezdec · h3 bílý pěšec · a2 bílý pěšec · b2 bílý pěšec · c2 bílý pěšec · d2 bílý pěšec · f2 bílý pěšec · g2 bílý pěšec · a1 bílý věž · c1 bílý střelec · d1 bílý dáma · e1 bílý král · h1 bílý věž | a8 černý věž · d8 černý dáma · e8 černý král · f8 černý střelec · g8 černý jezdec · h8 černý věž · a7 černý pěšec · b7 černý pěšec · c7 černý pěšec · f7 černý pěšec · g7 černý pěšec · h7 černý pěšec · c6 černý jezdec · d6 černý pěšec · e5 černý pěšec · h5 černý střelec · c4 bílý střelec · e4 bílý pěšec · c3 bílý jezdec · f3 bílý jezdec · h3 bílý pěšec · a2 bílý pěšec · b2 bílý pěšec · c2 bílý pěšec · d2 bílý pěšec · f2 bílý pěšec · g2 bílý pěšec · a1 bílý věž · c1 bílý střelec · d1 bílý dáma · e1 bílý král · h1 bílý věž | a8 černý věž · d8 černý dáma · e8 černý král · f8 černý střelec · g8 černý jezdec · h8 černý věž · a7 černý pěšec · b7 černý pěšec · c7 černý pěšec · f7 černý pěšec · g7 černý pěšec · h7 černý pěšec · c6 černý jezdec · d6 černý pěšec · e5 černý pěšec · h5 černý střelec · c4 bílý střelec · e4 bílý pěšec · c3 bílý jezdec · f3 bílý jezdec · h3 bílý pěšec · a2 bílý pěšec · b2 bílý pěšec · c2 bílý pěšec · d2 bílý pěšec · f2 bílý pěšec · g2 bílý pěšec · a1 bílý věž · c1 bílý střelec · d1 bílý dáma · e1 bílý král · h1 bílý věž | a8 černý věž · d8 černý dáma · e8 černý král · f8 černý střelec · g8 černý jezdec · h8 černý věž · a7 černý pěšec · b7 černý pěšec · c7 černý pěšec · f7 černý pěšec · g7 černý pěšec · h7 černý pěšec · c6 černý jezdec · d6 černý pěšec · e5 černý pěšec · h5 černý střelec · c4 bílý střelec · e4 bílý pěšec · c3 bílý jezdec · f3 bílý jezdec · h3 bílý pěšec · a2 bílý pěšec · b2 bílý pěšec · c2 bílý pěšec · d2 bílý pěšec · f2 bílý pěšec · g2 bílý pěšec · a1 bílý věž · c1 bílý střelec · d1 bílý dáma · e1 bílý král · h1 bílý věž | a8 černý věž · d8 černý dáma · e8 černý král · f8 černý střelec · g8 černý jezdec · h8 černý věž · a7 černý pěšec · b7 černý pěšec · c7 černý pěšec · f7 černý pěšec · g7 černý pěšec · h7 černý pěšec · c6 černý jezdec · d6 černý pěšec · e5 černý pěšec · h5 černý střelec · c4 bílý střelec · e4 bílý pěšec · c3 bílý jezdec · f3 bílý jezdec · h3 bílý pěšec · a2 bílý pěšec · b2 bílý pěšec · c2 bílý pěšec · d2 bílý pěšec · f2 bílý pěšec · g2 bílý pěšec · a1 bílý věž · c1 bílý střelec · d1 bílý dáma · e1 bílý král · h1 bílý věž | a8 černý věž · d8 černý dáma · e8 černý král · f8 černý střelec · g8 černý jezdec · h8 černý věž · a7 černý pěšec · b7 černý pěšec · c7 černý pěšec · f7 černý pěšec · g7 černý pěšec · h7 černý pěšec · c6 černý jezdec · d6 černý pěšec · e5 černý pěšec · h5 černý střelec · c4 bílý střelec · e4 bílý pěšec · c3 bílý jezdec · f3 bílý jezdec · h3 bílý pěšec · a2 bílý pěšec · b2 bílý pěšec · c2 bílý pěšec · d2 bílý pěšec · f2 bílý pěšec · g2 bílý pěšec · a1 bílý věž · c1 bílý střelec · d1 bílý dáma · e1 bílý král · h1 bílý věž | a8 černý věž · d8 černý dáma · e8 černý král · f8 černý střelec · g8 černý jezdec · h8 černý věž · a7 černý pěšec · b7 černý pěšec · c7 černý pěšec · f7 černý pěšec · g7 černý pěšec · h7 černý pěšec · c6 černý jezdec · d6 černý pěšec · e5 černý pěšec · h5 černý střelec · c4 bílý střelec · e4 bílý pěšec · c3 bílý jezdec · f3 bílý jezdec · h3 bílý pěšec · a2 bílý pěšec · b2 bílý pěšec · c2 bílý pěšec · d2 bílý pěšec · f2 bílý pěšec · g2 bílý pěšec · a1 bílý věž · c1 bílý střelec · d1 bílý dáma · e1 bílý král · h1 bílý věž | 1 |
|   | a | b | c | d | e | f | g | h |   |

|   | a | b | c | d | e | f | g | h |   |
| 8 | a8 černý věž · d8 černý dáma · f8 černý střelec · g8 černý jezdec · h8 černý věž · a7 černý pěšec · b7 černý pěšec · c7 černý pěšec · e7 černý král · f7 bílý střelec · g7 černý pěšec · h7 černý pěšec · c6 černý jezdec · d6 černý pěšec · d5 bílý jezdec · e5 bílý jezdec · e4 bílý pěšec · h3 bílý pěšec · a2 bílý pěšec · b2 bílý pěšec · c2 bílý pěšec · d2 bílý pěšec · f2 bílý pěšec · g2 bílý pěšec · a1 bílý věž · c1 bílý střelec · d1 černý střelec · e1 bílý král · h1 bílý věž | a8 černý věž · d8 černý dáma · f8 černý střelec · g8 černý jezdec · h8 černý věž · a7 černý pěšec · b7 černý pěšec · c7 černý pěšec · e7 černý král · f7 bílý střelec · g7 černý pěšec · h7 černý pěšec · c6 černý jezdec · d6 černý pěšec · d5 bílý jezdec · e5 bílý jezdec · e4 bílý pěšec · h3 bílý pěšec · a2 bílý pěšec · b2 bílý pěšec · c2 bílý pěšec · d2 bílý pěšec · f2 bílý pěšec · g2 bílý pěšec · a1 bílý věž · c1 bílý střelec · d1 černý střelec · e1 bílý král · h1 bílý věž | a8 černý věž · d8 černý dáma · f8 černý střelec · g8 černý jezdec · h8 černý věž · a7 černý pěšec · b7 černý pěšec · c7 černý pěšec · e7 černý král · f7 bílý střelec · g7 černý pěšec · h7 černý pěšec · c6 černý jezdec · d6 černý pěšec · d5 bílý jezdec · e5 bílý jezdec · e4 bílý pěšec · h3 bílý pěšec · a2 bílý pěšec · b2 bílý pěšec · c2 bílý pěšec · d2 bílý pěšec · f2 bílý pěšec · g2 bílý pěšec · a1 bílý věž · c1 bílý střelec · d1 černý střelec · e1 bílý král · h1 bílý věž | a8 černý věž · d8 černý dáma · f8 černý střelec · g8 černý jezdec · h8 černý věž · a7 černý pěšec · b7 černý pěšec · c7 černý pěšec · e7 černý král · f7 bílý střelec · g7 černý pěšec · h7 černý pěšec · c6 černý jezdec · d6 černý pěšec · d5 bílý jezdec · e5 bílý jezdec · e4 bílý pěšec · h3 bílý pěšec · a2 bílý pěšec · b2 bílý pěšec · c2 bílý pěšec · d2 bílý pěšec · f2 bílý pěšec · g2 bílý pěšec · a1 bílý věž · c1 bílý střelec · d1 černý střelec · e1 bílý král · h1 bílý věž | a8 černý věž · d8 černý dáma · f8 černý střelec · g8 černý jezdec · h8 černý věž · a7 černý pěšec · b7 černý pěšec · c7 černý pěšec · e7 černý král · f7 bílý střelec · g7 černý pěšec · h7 černý pěšec · c6 černý jezdec · d6 černý pěšec · d5 bílý jezdec · e5 bílý jezdec · e4 bílý pěšec · h3 bílý pěšec · a2 bílý pěšec · b2 bílý pěšec · c2 bílý pěšec · d2 bílý pěšec · f2 bílý pěšec · g2 bílý pěšec · a1 bílý věž · c1 bílý střelec · d1 černý střelec · e1 bílý král · h1 bílý věž | a8 černý věž · d8 černý dáma · f8 černý střelec · g8 černý jezdec · h8 černý věž · a7 černý pěšec · b7 černý pěšec · c7 černý pěšec · e7 černý král · f7 bílý střelec · g7 černý pěšec · h7 černý pěšec · c6 černý jezdec · d6 černý pěšec · d5 bílý jezdec · e5 bílý jezdec · e4 bílý pěšec · h3 bílý pěšec · a2 bílý pěšec · b2 bílý pěšec · c2 bílý pěšec · d2 bílý pěšec · f2 bílý pěšec · g2 bílý pěšec · a1 bílý věž · c1 bílý střelec · d1 černý střelec · e1 bílý král · h1 bílý věž | a8 černý věž · d8 černý dáma · f8 černý střelec · g8 černý jezdec · h8 černý věž · a7 černý pěšec · b7 černý pěšec · c7 černý pěšec · e7 černý král · f7 bílý střelec · g7 černý pěšec · h7 černý pěšec · c6 černý jezdec · d6 černý pěšec · d5 bílý jezdec · e5 bílý jezdec · e4 bílý pěšec · h3 bílý pěšec · a2 bílý pěšec · b2 bílý pěšec · c2 bílý pěšec · d2 bílý pěšec · f2 bílý pěšec · g2 bílý pěšec · a1 bílý věž · c1 bílý střelec · d1 černý střelec · e1 bílý král · h1 bílý věž | a8 černý věž · d8 černý dáma · f8 černý střelec · g8 černý jezdec · h8 černý věž · a7 černý pěšec · b7 černý pěšec · c7 černý pěšec · e7 černý král · f7 bílý střelec · g7 černý pěšec · h7 černý pěšec · c6 černý jezdec · d6 černý pěšec · d5 bílý jezdec · e5 bílý jezdec · e4 bílý pěšec · h3 bílý pěšec · a2 bílý pěšec · b2 bílý pěšec · c2 bílý pěšec · d2 bílý pěšec · f2 bílý pěšec · g2 bílý pěšec · a1 bílý věž · c1 bílý střelec · d1 černý střelec · e1 bílý král · h1 bílý věž | 8 |
| 7 | a8 černý věž · d8 černý dáma · f8 černý střelec · g8 černý jezdec · h8 černý věž · a7 černý pěšec · b7 černý pěšec · c7 černý pěšec · e7 černý král · f7 bílý střelec · g7 černý pěšec · h7 černý pěšec · c6 černý jezdec · d6 černý pěšec · d5 bílý jezdec · e5 bílý jezdec · e4 bílý pěšec · h3 bílý pěšec · a2 bílý pěšec · b2 bílý pěšec · c2 bílý pěšec · d2 bílý pěšec · f2 bílý pěšec · g2 bílý pěšec · a1 bílý věž · c1 bílý střelec · d1 černý střelec · e1 bílý král · h1 bílý věž | a8 černý věž · d8 černý dáma · f8 černý střelec · g8 černý jezdec · h8 černý věž · a7 černý pěšec · b7 černý pěšec · c7 černý pěšec · e7 černý král · f7 bílý střelec · g7 černý pěšec · h7 černý pěšec · c6 černý jezdec · d6 černý pěšec · d5 bílý jezdec · e5 bílý jezdec · e4 bílý pěšec · h3 bílý pěšec · a2 bílý pěšec · b2 bílý pěšec · c2 bílý pěšec · d2 bílý pěšec · f2 bílý pěšec · g2 bílý pěšec · a1 bílý věž · c1 bílý střelec · d1 černý střelec · e1 bílý král · h1 bílý věž | a8 černý věž · d8 černý dáma · f8 černý střelec · g8 černý jezdec · h8 černý věž · a7 černý pěšec · b7 černý pěšec · c7 černý pěšec · e7 černý král · f7 bílý střelec · g7 černý pěšec · h7 černý pěšec · c6 černý jezdec · d6 černý pěšec · d5 bílý jezdec · e5 bílý jezdec · e4 bílý pěšec · h3 bílý pěšec · a2 bílý pěšec · b2 bílý pěšec · c2 bílý pěšec · d2 bílý pěšec · f2 bílý pěšec · g2 bílý pěšec · a1 bílý věž · c1 bílý střelec · d1 černý střelec · e1 bílý král · h1 bílý věž | a8 černý věž · d8 černý dáma · f8 černý střelec · g8 černý jezdec · h8 černý věž · a7 černý pěšec · b7 černý pěšec · c7 černý pěšec · e7 černý král · f7 bílý střelec · g7 černý pěšec · h7 černý pěšec · c6 černý jezdec · d6 černý pěšec · d5 bílý jezdec · e5 bílý jezdec · e4 bílý pěšec · h3 bílý pěšec · a2 bílý pěšec · b2 bílý pěšec · c2 bílý pěšec · d2 bílý pěšec · f2 bílý pěšec · g2 bílý pěšec · a1 bílý věž · c1 bílý střelec · d1 černý střelec · e1 bílý král · h1 bílý věž | a8 černý věž · d8 černý dáma · f8 černý střelec · g8 černý jezdec · h8 černý věž · a7 černý pěšec · b7 černý pěšec · c7 černý pěšec · e7 černý král · f7 bílý střelec · g7 černý pěšec · h7 černý pěšec · c6 černý jezdec · d6 černý pěšec · d5 bílý jezdec · e5 bílý jezdec · e4 bílý pěšec · h3 bílý pěšec · a2 bílý pěšec · b2 bílý pěšec · c2 bílý pěšec · d2 bílý pěšec · f2 bílý pěšec · g2 bílý pěšec · a1 bílý věž · c1 bílý střelec · d1 černý střelec · e1 bílý král · h1 bílý věž | a8 černý věž · d8 černý dáma · f8 černý střelec · g8 černý jezdec · h8 černý věž · a7 černý pěšec · b7 černý pěšec · c7 černý pěšec · e7 černý král · f7 bílý střelec · g7 černý pěšec · h7 černý pěšec · c6 černý jezdec · d6 černý pěšec · d5 bílý jezdec · e5 bílý jezdec · e4 bílý pěšec · h3 bílý pěšec · a2 bílý pěšec · b2 bílý pěšec · c2 bílý pěšec · d2 bílý pěšec · f2 bílý pěšec · g2 bílý pěšec · a1 bílý věž · c1 bílý střelec · d1 černý střelec · e1 bílý král · h1 bílý věž | a8 černý věž · d8 černý dáma · f8 černý střelec · g8 černý jezdec · h8 černý věž · a7 černý pěšec · b7 černý pěšec · c7 černý pěšec · e7 černý král · f7 bílý střelec · g7 černý pěšec · h7 černý pěšec · c6 černý jezdec · d6 černý pěšec · d5 bílý jezdec · e5 bílý jezdec · e4 bílý pěšec · h3 bílý pěšec · a2 bílý pěšec · b2 bílý pěšec · c2 bílý pěšec · d2 bílý pěšec · f2 bílý pěšec · g2 bílý pěšec · a1 bílý věž · c1 bílý střelec · d1 černý střelec · e1 bílý král · h1 bílý věž | a8 černý věž · d8 černý dáma · f8 černý střelec · g8 černý jezdec · h8 černý věž · a7 černý pěšec · b7 černý pěšec · c7 černý pěšec · e7 černý král · f7 bílý střelec · g7 černý pěšec · h7 černý pěšec · c6 černý jezdec · d6 černý pěšec · d5 bílý jezdec · e5 bílý jezdec · e4 bílý pěšec · h3 bílý pěšec · a2 bílý pěšec · b2 bílý pěšec · c2 bílý pěšec · d2 bílý pěšec · f2 bílý pěšec · g2 bílý pěšec · a1 bílý věž · c1 bílý střelec · d1 černý střelec · e1 bílý král · h1 bílý věž | 7 |
| 6 | a8 černý věž · d8 černý dáma · f8 černý střelec · g8 černý jezdec · h8 černý věž · a7 černý pěšec · b7 černý pěšec · c7 černý pěšec · e7 černý král · f7 bílý střelec · g7 černý pěšec · h7 černý pěšec · c6 černý jezdec · d6 černý pěšec · d5 bílý jezdec · e5 bílý jezdec · e4 bílý pěšec · h3 bílý pěšec · a2 bílý pěšec · b2 bílý pěšec · c2 bílý pěšec · d2 bílý pěšec · f2 bílý pěšec · g2 bílý pěšec · a1 bílý věž · c1 bílý střelec · d1 černý střelec · e1 bílý král · h1 bílý věž | a8 černý věž · d8 černý dáma · f8 černý střelec · g8 černý jezdec · h8 černý věž · a7 černý pěšec · b7 černý pěšec · c7 černý pěšec · e7 černý král · f7 bílý střelec · g7 černý pěšec · h7 černý pěšec · c6 černý jezdec · d6 černý pěšec · d5 bílý jezdec · e5 bílý jezdec · e4 bílý pěšec · h3 bílý pěšec · a2 bílý pěšec · b2 bílý pěšec · c2 bílý pěšec · d2 bílý pěšec · f2 bílý pěšec · g2 bílý pěšec · a1 bílý věž · c1 bílý střelec · d1 černý střelec · e1 bílý král · h1 bílý věž | a8 černý věž · d8 černý dáma · f8 černý střelec · g8 černý jezdec · h8 černý věž · a7 černý pěšec · b7 černý pěšec · c7 černý pěšec · e7 černý král · f7 bílý střelec · g7 černý pěšec · h7 černý pěšec · c6 černý jezdec · d6 černý pěšec · d5 bílý jezdec · e5 bílý jezdec · e4 bílý pěšec · h3 bílý pěšec · a2 bílý pěšec · b2 bílý pěšec · c2 bílý pěšec · d2 bílý pěšec · f2 bílý pěšec · g2 bílý pěšec · a1 bílý věž · c1 bílý střelec · d1 černý střelec · e1 bílý král · h1 bílý věž | a8 černý věž · d8 černý dáma · f8 černý střelec · g8 černý jezdec · h8 černý věž · a7 černý pěšec · b7 černý pěšec · c7 černý pěšec · e7 černý král · f7 bílý střelec · g7 černý pěšec · h7 černý pěšec · c6 černý jezdec · d6 černý pěšec · d5 bílý jezdec · e5 bílý jezdec · e4 bílý pěšec · h3 bílý pěšec · a2 bílý pěšec · b2 bílý pěšec · c2 bílý pěšec · d2 bílý pěšec · f2 bílý pěšec · g2 bílý pěšec · a1 bílý věž · c1 bílý střelec · d1 černý střelec · e1 bílý král · h1 bílý věž | a8 černý věž · d8 černý dáma · f8 černý střelec · g8 černý jezdec · h8 černý věž · a7 černý pěšec · b7 černý pěšec · c7 černý pěšec · e7 černý král · f7 bílý střelec · g7 černý pěšec · h7 černý pěšec · c6 černý jezdec · d6 černý pěšec · d5 bílý jezdec · e5 bílý jezdec · e4 bílý pěšec · h3 bílý pěšec · a2 bílý pěšec · b2 bílý pěšec · c2 bílý pěšec · d2 bílý pěšec · f2 bílý pěšec · g2 bílý pěšec · a1 bílý věž · c1 bílý střelec · d1 černý střelec · e1 bílý král · h1 bílý věž | a8 černý věž · d8 černý dáma · f8 černý střelec · g8 černý jezdec · h8 černý věž · a7 černý pěšec · b7 černý pěšec · c7 černý pěšec · e7 černý král · f7 bílý střelec · g7 černý pěšec · h7 černý pěšec · c6 černý jezdec · d6 černý pěšec · d5 bílý jezdec · e5 bílý jezdec · e4 bílý pěšec · h3 bílý pěšec · a2 bílý pěšec · b2 bílý pěšec · c2 bílý pěšec · d2 bílý pěšec · f2 bílý pěšec · g2 bílý pěšec · a1 bílý věž · c1 bílý střelec · d1 černý střelec · e1 bílý král · h1 bílý věž | a8 černý věž · d8 černý dáma · f8 černý střelec · g8 černý jezdec · h8 černý věž · a7 černý pěšec · b7 černý pěšec · c7 černý pěšec · e7 černý král · f7 bílý střelec · g7 černý pěšec · h7 černý pěšec · c6 černý jezdec · d6 černý pěšec · d5 bílý jezdec · e5 bílý jezdec · e4 bílý pěšec · h3 bílý pěšec · a2 bílý pěšec · b2 bílý pěšec · c2 bílý pěšec · d2 bílý pěšec · f2 bílý pěšec · g2 bílý pěšec · a1 bílý věž · c1 bílý střelec · d1 černý střelec · e1 bílý král · h1 bílý věž | a8 černý věž · d8 černý dáma · f8 černý střelec · g8 černý jezdec · h8 černý věž · a7 černý pěšec · b7 černý pěšec · c7 černý pěšec · e7 černý král · f7 bílý střelec · g7 černý pěšec · h7 černý pěšec · c6 černý jezdec · d6 černý pěšec · d5 bílý jezdec · e5 bílý jezdec · e4 bílý pěšec · h3 bílý pěšec · a2 bílý pěšec · b2 bílý pěšec · c2 bílý pěšec · d2 bílý pěšec · f2 bílý pěšec · g2 bílý pěšec · a1 bílý věž · c1 bílý střelec · d1 černý střelec · e1 bílý král · h1 bílý věž | 6 |
| 5 | a8 černý věž · d8 černý dáma · f8 černý střelec · g8 černý jezdec · h8 černý věž · a7 černý pěšec · b7 černý pěšec · c7 černý pěšec · e7 černý král · f7 bílý střelec · g7 černý pěšec · h7 černý pěšec · c6 černý jezdec · d6 černý pěšec · d5 bílý jezdec · e5 bílý jezdec · e4 bílý pěšec · h3 bílý pěšec · a2 bílý pěšec · b2 bílý pěšec · c2 bílý pěšec · d2 bílý pěšec · f2 bílý pěšec · g2 bílý pěšec · a1 bílý věž · c1 bílý střelec · d1 černý střelec · e1 bílý král · h1 bílý věž | a8 černý věž · d8 černý dáma · f8 černý střelec · g8 černý jezdec · h8 černý věž · a7 černý pěšec · b7 černý pěšec · c7 černý pěšec · e7 černý král · f7 bílý střelec · g7 černý pěšec · h7 černý pěšec · c6 černý jezdec · d6 černý pěšec · d5 bílý jezdec · e5 bílý jezdec · e4 bílý pěšec · h3 bílý pěšec · a2 bílý pěšec · b2 bílý pěšec · c2 bílý pěšec · d2 bílý pěšec · f2 bílý pěšec · g2 bílý pěšec · a1 bílý věž · c1 bílý střelec · d1 černý střelec · e1 bílý král · h1 bílý věž | a8 černý věž · d8 černý dáma · f8 černý střelec · g8 černý jezdec · h8 černý věž · a7 černý pěšec · b7 černý pěšec · c7 černý pěšec · e7 černý král · f7 bílý střelec · g7 černý pěšec · h7 černý pěšec · c6 černý jezdec · d6 černý pěšec · d5 bílý jezdec · e5 bílý jezdec · e4 bílý pěšec · h3 bílý pěšec · a2 bílý pěšec · b2 bílý pěšec · c2 bílý pěšec · d2 bílý pěšec · f2 bílý pěšec · g2 bílý pěšec · a1 bílý věž · c1 bílý střelec · d1 černý střelec · e1 bílý král · h1 bílý věž | a8 černý věž · d8 černý dáma · f8 černý střelec · g8 černý jezdec · h8 černý věž · a7 černý pěšec · b7 černý pěšec · c7 černý pěšec · e7 černý král · f7 bílý střelec · g7 černý pěšec · h7 černý pěšec · c6 černý jezdec · d6 černý pěšec · d5 bílý jezdec · e5 bílý jezdec · e4 bílý pěšec · h3 bílý pěšec · a2 bílý pěšec · b2 bílý pěšec · c2 bílý pěšec · d2 bílý pěšec · f2 bílý pěšec · g2 bílý pěšec · a1 bílý věž · c1 bílý střelec · d1 černý střelec · e1 bílý král · h1 bílý věž | a8 černý věž · d8 černý dáma · f8 černý střelec · g8 černý jezdec · h8 černý věž · a7 černý pěšec · b7 černý pěšec · c7 černý pěšec · e7 černý král · f7 bílý střelec · g7 černý pěšec · h7 černý pěšec · c6 černý jezdec · d6 černý pěšec · d5 bílý jezdec · e5 bílý jezdec · e4 bílý pěšec · h3 bílý pěšec · a2 bílý pěšec · b2 bílý pěšec · c2 bílý pěšec · d2 bílý pěšec · f2 bílý pěšec · g2 bílý pěšec · a1 bílý věž · c1 bílý střelec · d1 černý střelec · e1 bílý král · h1 bílý věž | a8 černý věž · d8 černý dáma · f8 černý střelec · g8 černý jezdec · h8 černý věž · a7 černý pěšec · b7 černý pěšec · c7 černý pěšec · e7 černý král · f7 bílý střelec · g7 černý pěšec · h7 černý pěšec · c6 černý jezdec · d6 černý pěšec · d5 bílý jezdec · e5 bílý jezdec · e4 bílý pěšec · h3 bílý pěšec · a2 bílý pěšec · b2 bílý pěšec · c2 bílý pěšec · d2 bílý pěšec · f2 bílý pěšec · g2 bílý pěšec · a1 bílý věž · c1 bílý střelec · d1 černý střelec · e1 bílý král · h1 bílý věž | a8 černý věž · d8 černý dáma · f8 černý střelec · g8 černý jezdec · h8 černý věž · a7 černý pěšec · b7 černý pěšec · c7 černý pěšec · e7 černý král · f7 bílý střelec · g7 černý pěšec · h7 černý pěšec · c6 černý jezdec · d6 černý pěšec · d5 bílý jezdec · e5 bílý jezdec · e4 bílý pěšec · h3 bílý pěšec · a2 bílý pěšec · b2 bílý pěšec · c2 bílý pěšec · d2 bílý pěšec · f2 bílý pěšec · g2 bílý pěšec · a1 bílý věž · c1 bílý střelec · d1 černý střelec · e1 bílý král · h1 bílý věž | a8 černý věž · d8 černý dáma · f8 černý střelec · g8 černý jezdec · h8 černý věž · a7 černý pěšec · b7 černý pěšec · c7 černý pěšec · e7 černý král · f7 bílý střelec · g7 černý pěšec · h7 černý pěšec · c6 černý jezdec · d6 černý pěšec · d5 bílý jezdec · e5 bílý jezdec · e4 bílý pěšec · h3 bílý pěšec · a2 bílý pěšec · b2 bílý pěšec · c2 bílý pěšec · d2 bílý pěšec · f2 bílý pěšec · g2 bílý pěšec · a1 bílý věž · c1 bílý střelec · d1 černý střelec · e1 bílý král · h1 bílý věž | 5 |
| 4 | a8 černý věž · d8 černý dáma · f8 černý střelec · g8 černý jezdec · h8 černý věž · a7 černý pěšec · b7 černý pěšec · c7 černý pěšec · e7 černý král · f7 bílý střelec · g7 černý pěšec · h7 černý pěšec · c6 černý jezdec · d6 černý pěšec · d5 bílý jezdec · e5 bílý jezdec · e4 bílý pěšec · h3 bílý pěšec · a2 bílý pěšec · b2 bílý pěšec · c2 bílý pěšec · d2 bílý pěšec · f2 bílý pěšec · g2 bílý pěšec · a1 bílý věž · c1 bílý střelec · d1 černý střelec · e1 bílý král · h1 bílý věž | a8 černý věž · d8 černý dáma · f8 černý střelec · g8 černý jezdec · h8 černý věž · a7 černý pěšec · b7 černý pěšec · c7 černý pěšec · e7 černý král · f7 bílý střelec · g7 černý pěšec · h7 černý pěšec · c6 černý jezdec · d6 černý pěšec · d5 bílý jezdec · e5 bílý jezdec · e4 bílý pěšec · h3 bílý pěšec · a2 bílý pěšec · b2 bílý pěšec · c2 bílý pěšec · d2 bílý pěšec · f2 bílý pěšec · g2 bílý pěšec · a1 bílý věž · c1 bílý střelec · d1 černý střelec · e1 bílý král · h1 bílý věž | a8 černý věž · d8 černý dáma · f8 černý střelec · g8 černý jezdec · h8 černý věž · a7 černý pěšec · b7 černý pěšec · c7 černý pěšec · e7 černý král · f7 bílý střelec · g7 černý pěšec · h7 černý pěšec · c6 černý jezdec · d6 černý pěšec · d5 bílý jezdec · e5 bílý jezdec · e4 bílý pěšec · h3 bílý pěšec · a2 bílý pěšec · b2 bílý pěšec · c2 bílý pěšec · d2 bílý pěšec · f2 bílý pěšec · g2 bílý pěšec · a1 bílý věž · c1 bílý střelec · d1 černý střelec · e1 bílý král · h1 bílý věž | a8 černý věž · d8 černý dáma · f8 černý střelec · g8 černý jezdec · h8 černý věž · a7 černý pěšec · b7 černý pěšec · c7 černý pěšec · e7 černý král · f7 bílý střelec · g7 černý pěšec · h7 černý pěšec · c6 černý jezdec · d6 černý pěšec · d5 bílý jezdec · e5 bílý jezdec · e4 bílý pěšec · h3 bílý pěšec · a2 bílý pěšec · b2 bílý pěšec · c2 bílý pěšec · d2 bílý pěšec · f2 bílý pěšec · g2 bílý pěšec · a1 bílý věž · c1 bílý střelec · d1 černý střelec · e1 bílý král · h1 bílý věž | a8 černý věž · d8 černý dáma · f8 černý střelec · g8 černý jezdec · h8 černý věž · a7 černý pěšec · b7 černý pěšec · c7 černý pěšec · e7 černý král · f7 bílý střelec · g7 černý pěšec · h7 černý pěšec · c6 černý jezdec · d6 černý pěšec · d5 bílý jezdec · e5 bílý jezdec · e4 bílý pěšec · h3 bílý pěšec · a2 bílý pěšec · b2 bílý pěšec · c2 bílý pěšec · d2 bílý pěšec · f2 bílý pěšec · g2 bílý pěšec · a1 bílý věž · c1 bílý střelec · d1 černý střelec · e1 bílý král · h1 bílý věž | a8 černý věž · d8 černý dáma · f8 černý střelec · g8 černý jezdec · h8 černý věž · a7 černý pěšec · b7 černý pěšec · c7 černý pěšec · e7 černý král · f7 bílý střelec · g7 černý pěšec · h7 černý pěšec · c6 černý jezdec · d6 černý pěšec · d5 bílý jezdec · e5 bílý jezdec · e4 bílý pěšec · h3 bílý pěšec · a2 bílý pěšec · b2 bílý pěšec · c2 bílý pěšec · d2 bílý pěšec · f2 bílý pěšec · g2 bílý pěšec · a1 bílý věž · c1 bílý střelec · d1 černý střelec · e1 bílý král · h1 bílý věž | a8 černý věž · d8 černý dáma · f8 černý střelec · g8 černý jezdec · h8 černý věž · a7 černý pěšec · b7 černý pěšec · c7 černý pěšec · e7 černý král · f7 bílý střelec · g7 černý pěšec · h7 černý pěšec · c6 černý jezdec · d6 černý pěšec · d5 bílý jezdec · e5 bílý jezdec · e4 bílý pěšec · h3 bílý pěšec · a2 bílý pěšec · b2 bílý pěšec · c2 bílý pěšec · d2 bílý pěšec · f2 bílý pěšec · g2 bílý pěšec · a1 bílý věž · c1 bílý střelec · d1 černý střelec · e1 bílý král · h1 bílý věž | a8 černý věž · d8 černý dáma · f8 černý střelec · g8 černý jezdec · h8 černý věž · a7 černý pěšec · b7 černý pěšec · c7 černý pěšec · e7 černý král · f7 bílý střelec · g7 černý pěšec · h7 černý pěšec · c6 černý jezdec · d6 černý pěšec · d5 bílý jezdec · e5 bílý jezdec · e4 bílý pěšec · h3 bílý pěšec · a2 bílý pěšec · b2 bílý pěšec · c2 bílý pěšec · d2 bílý pěšec · f2 bílý pěšec · g2 bílý pěšec · a1 bílý věž · c1 bílý střelec · d1 černý střelec · e1 bílý král · h1 bílý věž | 4 |
| 3 | a8 černý věž · d8 černý dáma · f8 černý střelec · g8 černý jezdec · h8 černý věž · a7 černý pěšec · b7 černý pěšec · c7 černý pěšec · e7 černý král · f7 bílý střelec · g7 černý pěšec · h7 černý pěšec · c6 černý jezdec · d6 černý pěšec · d5 bílý jezdec · e5 bílý jezdec · e4 bílý pěšec · h3 bílý pěšec · a2 bílý pěšec · b2 bílý pěšec · c2 bílý pěšec · d2 bílý pěšec · f2 bílý pěšec · g2 bílý pěšec · a1 bílý věž · c1 bílý střelec · d1 černý střelec · e1 bílý král · h1 bílý věž | a8 černý věž · d8 černý dáma · f8 černý střelec · g8 černý jezdec · h8 černý věž · a7 černý pěšec · b7 černý pěšec · c7 černý pěšec · e7 černý král · f7 bílý střelec · g7 černý pěšec · h7 černý pěšec · c6 černý jezdec · d6 černý pěšec · d5 bílý jezdec · e5 bílý jezdec · e4 bílý pěšec · h3 bílý pěšec · a2 bílý pěšec · b2 bílý pěšec · c2 bílý pěšec · d2 bílý pěšec · f2 bílý pěšec · g2 bílý pěšec · a1 bílý věž · c1 bílý střelec · d1 černý střelec · e1 bílý král · h1 bílý věž | a8 černý věž · d8 černý dáma · f8 černý střelec · g8 černý jezdec · h8 černý věž · a7 černý pěšec · b7 černý pěšec · c7 černý pěšec · e7 černý král · f7 bílý střelec · g7 černý pěšec · h7 černý pěšec · c6 černý jezdec · d6 černý pěšec · d5 bílý jezdec · e5 bílý jezdec · e4 bílý pěšec · h3 bílý pěšec · a2 bílý pěšec · b2 bílý pěšec · c2 bílý pěšec · d2 bílý pěšec · f2 bílý pěšec · g2 bílý pěšec · a1 bílý věž · c1 bílý střelec · d1 černý střelec · e1 bílý král · h1 bílý věž | a8 černý věž · d8 černý dáma · f8 černý střelec · g8 černý jezdec · h8 černý věž · a7 černý pěšec · b7 černý pěšec · c7 černý pěšec · e7 černý král · f7 bílý střelec · g7 černý pěšec · h7 černý pěšec · c6 černý jezdec · d6 černý pěšec · d5 bílý jezdec · e5 bílý jezdec · e4 bílý pěšec · h3 bílý pěšec · a2 bílý pěšec · b2 bílý pěšec · c2 bílý pěšec · d2 bílý pěšec · f2 bílý pěšec · g2 bílý pěšec · a1 bílý věž · c1 bílý střelec · d1 černý střelec · e1 bílý král · h1 bílý věž | a8 černý věž · d8 černý dáma · f8 černý střelec · g8 černý jezdec · h8 černý věž · a7 černý pěšec · b7 černý pěšec · c7 černý pěšec · e7 černý král · f7 bílý střelec · g7 černý pěšec · h7 černý pěšec · c6 černý jezdec · d6 černý pěšec · d5 bílý jezdec · e5 bílý jezdec · e4 bílý pěšec · h3 bílý pěšec · a2 bílý pěšec · b2 bílý pěšec · c2 bílý pěšec · d2 bílý pěšec · f2 bílý pěšec · g2 bílý pěšec · a1 bílý věž · c1 bílý střelec · d1 černý střelec · e1 bílý král · h1 bílý věž | a8 černý věž · d8 černý dáma · f8 černý střelec · g8 černý jezdec · h8 černý věž · a7 černý pěšec · b7 černý pěšec · c7 černý pěšec · e7 černý král · f7 bílý střelec · g7 černý pěšec · h7 černý pěšec · c6 černý jezdec · d6 černý pěšec · d5 bílý jezdec · e5 bílý jezdec · e4 bílý pěšec · h3 bílý pěšec · a2 bílý pěšec · b2 bílý pěšec · c2 bílý pěšec · d2 bílý pěšec · f2 bílý pěšec · g2 bílý pěšec · a1 bílý věž · c1 bílý střelec · d1 černý střelec · e1 bílý král · h1 bílý věž | a8 černý věž · d8 černý dáma · f8 černý střelec · g8 černý jezdec · h8 černý věž · a7 černý pěšec · b7 černý pěšec · c7 černý pěšec · e7 černý král · f7 bílý střelec · g7 černý pěšec · h7 černý pěšec · c6 černý jezdec · d6 černý pěšec · d5 bílý jezdec · e5 bílý jezdec · e4 bílý pěšec · h3 bílý pěšec · a2 bílý pěšec · b2 bílý pěšec · c2 bílý pěšec · d2 bílý pěšec · f2 bílý pěšec · g2 bílý pěšec · a1 bílý věž · c1 bílý střelec · d1 černý střelec · e1 bílý král · h1 bílý věž | a8 černý věž · d8 černý dáma · f8 černý střelec · g8 černý jezdec · h8 černý věž · a7 černý pěšec · b7 černý pěšec · c7 černý pěšec · e7 černý král · f7 bílý střelec · g7 černý pěšec · h7 černý pěšec · c6 černý jezdec · d6 černý pěšec · d5 bílý jezdec · e5 bílý jezdec · e4 bílý pěšec · h3 bílý pěšec · a2 bílý pěšec · b2 bílý pěšec · c2 bílý pěšec · d2 bílý pěšec · f2 bílý pěšec · g2 bílý pěšec · a1 bílý věž · c1 bílý střelec · d1 černý střelec · e1 bílý král · h1 bílý věž | 3 |
| 2 | a8 černý věž · d8 černý dáma · f8 černý střelec · g8 černý jezdec · h8 černý věž · a7 černý pěšec · b7 černý pěšec · c7 černý pěšec · e7 černý král · f7 bílý střelec · g7 černý pěšec · h7 černý pěšec · c6 černý jezdec · d6 černý pěšec · d5 bílý jezdec · e5 bílý jezdec · e4 bílý pěšec · h3 bílý pěšec · a2 bílý pěšec · b2 bílý pěšec · c2 bílý pěšec · d2 bílý pěšec · f2 bílý pěšec · g2 bílý pěšec · a1 bílý věž · c1 bílý střelec · d1 černý střelec · e1 bílý král · h1 bílý věž | a8 černý věž · d8 černý dáma · f8 černý střelec · g8 černý jezdec · h8 černý věž · a7 černý pěšec · b7 černý pěšec · c7 černý pěšec · e7 černý král · f7 bílý střelec · g7 černý pěšec · h7 černý pěšec · c6 černý jezdec · d6 černý pěšec · d5 bílý jezdec · e5 bílý jezdec · e4 bílý pěšec · h3 bílý pěšec · a2 bílý pěšec · b2 bílý pěšec · c2 bílý pěšec · d2 bílý pěšec · f2 bílý pěšec · g2 bílý pěšec · a1 bílý věž · c1 bílý střelec · d1 černý střelec · e1 bílý král · h1 bílý věž | a8 černý věž · d8 černý dáma · f8 černý střelec · g8 černý jezdec · h8 černý věž · a7 černý pěšec · b7 černý pěšec · c7 černý pěšec · e7 černý král · f7 bílý střelec · g7 černý pěšec · h7 černý pěšec · c6 černý jezdec · d6 černý pěšec · d5 bílý jezdec · e5 bílý jezdec · e4 bílý pěšec · h3 bílý pěšec · a2 bílý pěšec · b2 bílý pěšec · c2 bílý pěšec · d2 bílý pěšec · f2 bílý pěšec · g2 bílý pěšec · a1 bílý věž · c1 bílý střelec · d1 černý střelec · e1 bílý král · h1 bílý věž | a8 černý věž · d8 černý dáma · f8 černý střelec · g8 černý jezdec · h8 černý věž · a7 černý pěšec · b7 černý pěšec · c7 černý pěšec · e7 černý král · f7 bílý střelec · g7 černý pěšec · h7 černý pěšec · c6 černý jezdec · d6 černý pěšec · d5 bílý jezdec · e5 bílý jezdec · e4 bílý pěšec · h3 bílý pěšec · a2 bílý pěšec · b2 bílý pěšec · c2 bílý pěšec · d2 bílý pěšec · f2 bílý pěšec · g2 bílý pěšec · a1 bílý věž · c1 bílý střelec · d1 černý střelec · e1 bílý král · h1 bílý věž | a8 černý věž · d8 černý dáma · f8 černý střelec · g8 černý jezdec · h8 černý věž · a7 černý pěšec · b7 černý pěšec · c7 černý pěšec · e7 černý král · f7 bílý střelec · g7 černý pěšec · h7 černý pěšec · c6 černý jezdec · d6 černý pěšec · d5 bílý jezdec · e5 bílý jezdec · e4 bílý pěšec · h3 bílý pěšec · a2 bílý pěšec · b2 bílý pěšec · c2 bílý pěšec · d2 bílý pěšec · f2 bílý pěšec · g2 bílý pěšec · a1 bílý věž · c1 bílý střelec · d1 černý střelec · e1 bílý král · h1 bílý věž | a8 černý věž · d8 černý dáma · f8 černý střelec · g8 černý jezdec · h8 černý věž · a7 černý pěšec · b7 černý pěšec · c7 černý pěšec · e7 černý král · f7 bílý střelec · g7 černý pěšec · h7 černý pěšec · c6 černý jezdec · d6 černý pěšec · d5 bílý jezdec · e5 bílý jezdec · e4 bílý pěšec · h3 bílý pěšec · a2 bílý pěšec · b2 bílý pěšec · c2 bílý pěšec · d2 bílý pěšec · f2 bílý pěšec · g2 bílý pěšec · a1 bílý věž · c1 bílý střelec · d1 černý střelec · e1 bílý král · h1 bílý věž | a8 černý věž · d8 černý dáma · f8 černý střelec · g8 černý jezdec · h8 černý věž · a7 černý pěšec · b7 černý pěšec · c7 černý pěšec · e7 černý král · f7 bílý střelec · g7 černý pěšec · h7 černý pěšec · c6 černý jezdec · d6 černý pěšec · d5 bílý jezdec · e5 bílý jezdec · e4 bílý pěšec · h3 bílý pěšec · a2 bílý pěšec · b2 bílý pěšec · c2 bílý pěšec · d2 bílý pěšec · f2 bílý pěšec · g2 bílý pěšec · a1 bílý věž · c1 bílý střelec · d1 černý střelec · e1 bílý král · h1 bílý věž | a8 černý věž · d8 černý dáma · f8 černý střelec · g8 černý jezdec · h8 černý věž · a7 černý pěšec · b7 černý pěšec · c7 černý pěšec · e7 černý král · f7 bílý střelec · g7 černý pěšec · h7 černý pěšec · c6 černý jezdec · d6 černý pěšec · d5 bílý jezdec · e5 bílý jezdec · e4 bílý pěšec · h3 bílý pěšec · a2 bílý pěšec · b2 bílý pěšec · c2 bílý pěšec · d2 bílý pěšec · f2 bílý pěšec · g2 bílý pěšec · a1 bílý věž · c1 bílý střelec · d1 černý střelec · e1 bílý král · h1 bílý věž | 2 |
| 1 | a8 černý věž · d8 černý dáma · f8 černý střelec · g8 černý jezdec · h8 černý věž · a7 černý pěšec · b7 černý pěšec · c7 černý pěšec · e7 černý král · f7 bílý střelec · g7 černý pěšec · h7 černý pěšec · c6 černý jezdec · d6 černý pěšec · d5 bílý jezdec · e5 bílý jezdec · e4 bílý pěšec · h3 bílý pěšec · a2 bílý pěšec · b2 bílý pěšec · c2 bílý pěšec · d2 bílý pěšec · f2 bílý pěšec · g2 bílý pěšec · a1 bílý věž · c1 bílý střelec · d1 černý střelec · e1 bílý král · h1 bílý věž | a8 černý věž · d8 černý dáma · f8 černý střelec · g8 černý jezdec · h8 černý věž · a7 černý pěšec · b7 černý pěšec · c7 černý pěšec · e7 černý král · f7 bílý střelec · g7 černý pěšec · h7 černý pěšec · c6 černý jezdec · d6 černý pěšec · d5 bílý jezdec · e5 bílý jezdec · e4 bílý pěšec · h3 bílý pěšec · a2 bílý pěšec · b2 bílý pěšec · c2 bílý pěšec · d2 bílý pěšec · f2 bílý pěšec · g2 bílý pěšec · a1 bílý věž · c1 bílý střelec · d1 černý střelec · e1 bílý král · h1 bílý věž | a8 černý věž · d8 černý dáma · f8 černý střelec · g8 černý jezdec · h8 černý věž · a7 černý pěšec · b7 černý pěšec · c7 černý pěšec · e7 černý král · f7 bílý střelec · g7 černý pěšec · h7 černý pěšec · c6 černý jezdec · d6 černý pěšec · d5 bílý jezdec · e5 bílý jezdec · e4 bílý pěšec · h3 bílý pěšec · a2 bílý pěšec · b2 bílý pěšec · c2 bílý pěšec · d2 bílý pěšec · f2 bílý pěšec · g2 bílý pěšec · a1 bílý věž · c1 bílý střelec · d1 černý střelec · e1 bílý král · h1 bílý věž | a8 černý věž · d8 černý dáma · f8 černý střelec · g8 černý jezdec · h8 černý věž · a7 černý pěšec · b7 černý pěšec · c7 černý pěšec · e7 černý král · f7 bílý střelec · g7 černý pěšec · h7 černý pěšec · c6 černý jezdec · d6 černý pěšec · d5 bílý jezdec · e5 bílý jezdec · e4 bílý pěšec · h3 bílý pěšec · a2 bílý pěšec · b2 bílý pěšec · c2 bílý pěšec · d2 bílý pěšec · f2 bílý pěšec · g2 bílý pěšec · a1 bílý věž · c1 bílý střelec · d1 černý střelec · e1 bílý král · h1 bílý věž | a8 černý věž · d8 černý dáma · f8 černý střelec · g8 černý jezdec · h8 černý věž · a7 černý pěšec · b7 černý pěšec · c7 černý pěšec · e7 černý král · f7 bílý střelec · g7 černý pěšec · h7 černý pěšec · c6 černý jezdec · d6 černý pěšec · d5 bílý jezdec · e5 bílý jezdec · e4 bílý pěšec · h3 bílý pěšec · a2 bílý pěšec · b2 bílý pěšec · c2 bílý pěšec · d2 bílý pěšec · f2 bílý pěšec · g2 bílý pěšec · a1 bílý věž · c1 bílý střelec · d1 černý střelec · e1 bílý král · h1 bílý věž | a8 černý věž · d8 černý dáma · f8 černý střelec · g8 černý jezdec · h8 černý věž · a7 černý pěšec · b7 černý pěšec · c7 černý pěšec · e7 černý král · f7 bílý střelec · g7 černý pěšec · h7 černý pěšec · c6 černý jezdec · d6 černý pěšec · d5 bílý jezdec · e5 bílý jezdec · e4 bílý pěšec · h3 bílý pěšec · a2 bílý pěšec · b2 bílý pěšec · c2 bílý pěšec · d2 bílý pěšec · f2 bílý pěšec · g2 bílý pěšec · a1 bílý věž · c1 bílý střelec · d1 černý střelec · e1 bílý král · h1 bílý věž | a8 černý věž · d8 černý dáma · f8 černý střelec · g8 černý jezdec · h8 černý věž · a7 černý pěšec · b7 černý pěšec · c7 černý pěšec · e7 černý král · f7 bílý střelec · g7 černý pěšec · h7 černý pěšec · c6 černý jezdec · d6 černý pěšec · d5 bílý jezdec · e5 bílý jezdec · e4 bílý pěšec · h3 bílý pěšec · a2 bílý pěšec · b2 bílý pěšec · c2 bílý pěšec · d2 bílý pěšec · f2 bílý pěšec · g2 bílý pěšec · a1 bílý věž · c1 bílý střelec · d1 černý střelec · e1 bílý král · h1 bílý věž | a8 černý věž · d8 černý dáma · f8 černý střelec · g8 černý jezdec · h8 černý věž · a7 černý pěšec · b7 černý pěšec · c7 černý pěšec · e7 černý král · f7 bílý střelec · g7 černý pěšec · h7 černý pěšec · c6 černý jezdec · d6 černý pěšec · d5 bílý jezdec · e5 bílý jezdec · e4 bílý pěšec · h3 bílý pěšec · a2 bílý pěšec · b2 bílý pěšec · c2 bílý pěšec · d2 bílý pěšec · f2 bílý pěšec · g2 bílý pěšec · a1 bílý věž · c1 bílý střelec · d1 černý střelec · e1 bílý král · h1 bílý věž | 1 |
|   | a | b | c | d | e | f | g | h |   |

Légalův mat, často nazývaný Námořní kadet, v anglicky mluvících zemích známý i jako Blackburnova léčka, je šachová léčka s obětí dámy a následným matováním černého třemi lehkými figurami bílého - oběma jezdci a střelcem. Často vzniká ve Philidorově obraně, je však možná i v jiných zahájeních. Obvykle je pojmenována po francouzském šachistovi 18. století Legallovi de Kermeur, některé zdroje ji však spojují s  anglickým mistrem Josephem Henrym Blackburnem. Označení Námořní kadet pochází z názvu stejnojmenné operety, při které byla partie předváděna na jevišti, avšak v poněkud upravené podobě (ze skotského gambitu).

## Vedení Légalova matu
Existuje velké množství cest a kombinací, které vedou k Légalovu matu, nejčastěji z Philidorovy obrany, méně častěji z jiných zahájení, např. italské hry či skotského gambitu. Vedení tohoto matu vypadá přibližně takto:
1. e4 e5
2. Jf3 Jc6
3. Sc4 d6
4. Jc3 Sg4?!
5. h3 Sh5?
6. Jxe5! Sxd1??
7. Sxf7+ Ke7
8. Jd5#

## Původní partie
Legall de Kermeur použil tuto léčku poprvé v následující partii se Saint Briem, která byla sehrána kolem roku 1750 v Paříži v kavárně 
Café de la Régence:
1. e4 e5
2. Sc4 d6
3. Jf3 Jc6
4. Jc3 Sg4
5. Jxe5?! Sxd1??
Kdyby teď černý zahrál 5. … Jxe5, získal by převahu figury.
6. Sxf7+ Ke7
7. Jd5#